# Johan II av Lothringen
Johan II av Lothringen, född 1426, död 1470, var regerande hertig av Lothringen från 1453 till 1470.